# 1845
| 1845                                |
| ----------------------------------- |
| Dødsfald - Fødsler                  |
| • Begivenheder • Litteratur • Musik |

| Gregoriansk kalender | 1845 MDCCCXLV           |
| Ab urbe condita      | 2598                    |
| Armensk kalender     | 1294 ԹՎ ՌՄՂԴ            |
| Kinesiske kalender   | 4541 – 4542 甲辰 – 乙巳 |
| Etiopisk kalender    | 1837 – 1838             |
| Jødisk kalender      | 5605 – 5606             |
| Hindukalendere       |                         |
| - Vikram Samvat      | 1900 – 1901             |
| - Shaka Samvat       | 1767 – 1768             |
| - Kali Yuga          | 4946 – 4947             |
| Iransk kalender      | 1223 – 1224             |
| Islamisk kalender    | 1261 – 1262             |

Konge i Danmark: Christian 8. 1839-1848
Se også 1845 (tal)

## Begivenheder

### Udateret
- Trankebar – dansk koloni siden Christian 4. – og alle andre danske områder på indisk område, sælges til Det britiske Ostindiske kompagni for 1.225.000 rigsdaler
- Gennemgravning af Solbjerget/Valby Bakke bliver påbegyndt 1845 ved Vigerslev Alle, for at jernbanen kunne komme igennem mellem Enghave Station og Valby Station.[1]

### Februar
- 1. februar – Folketælling i Kongeriget Danmark, Hertugdømmerne samt på Grønland og Færøerne
- 22. februar - i Calcutta underskrives en traktat om, at Trankebar - dansk koloni fra Christian 4.s tid - og alle andre danske områder på indisk område, sælges til Det britiske Ostindiske kompagni for 1.225.000 rigsdaler

### Marts
- 3. marts - Florida optages som USA's 27. stat
- 11. marts - Maorier på New Zealand går til angreb på den britiske kolonimagt

### Juni
- 1. juni - en brevdue gennemfører en flyvning på 11.000 km Namibia-London på 55 dage.
- 24. juni – den første Galathea-ekspedition, der bl.a. skal overdrage de danske indiske kolonier til englænderne, begynder sin verdensomsejling

### August
- 28. august - første nummer af Scientific American udsendes

### November
- 8. november - Bondecirkulæret udstedes på foranledning af godsejere under indtryk af den voksende folkerørelse blandt bønder og husmænd for at få nedsat en landbokommission, der skulle gøre forslag til reformer af deres vilkår

### December
- 29. december – Texas bliver optaget som USA's 28. stat

## Født
- 27. marts – Wilhelm Conrad Röntgen, tysk fysiker. Modtog nobelprisen i fysik i 1901 (død 1923).
- 20. december - Alexander Zick, tysk historie-, portræt- og genremaler (død 1907).

## Dødsfald
- 8. juni – Andrew Jackson, amerikansk præsident (født 1767).
- 12. oktober – Elizabeth Fry, britisk filantrop (født 1780).
- 18. oktober - Hans Peter Christian Møller, dansk forsker af bløddyr (født 1810).